# スノーモービル
スノーモービル（英語：snowmobile、スノーモビル）とは、1人または2人乗りの小型雪上車である。積雪地域の日常的な交通手段として用いられるほか、スキー場を始めとする雪山での監視や捜索救難、冬季のアウトドア・レジャーなどにも広く用いられる。

## 概要
現在の一般的なスノーモービルは、操舵装置として前部に「スキー」と称されるソリ部分を、駆動装置として後部に無限軌道（トラックベルト）を備えている。
跨座式の座席と棒形のハンドルを備え、乗員の乗車姿勢はオートバイなどの乗り物に近い。
エンジンもオートバイのものが流用されることが多く、排気量は90cc前後から1,000cc近くまで、形式は2ストローク/4ストローク、空冷/水冷がそれぞれ存在する。基本的に搭載位置はフロント部分であり、つまりスノーモービルの駆動形式はFRが一般的となる。
構造的にはハーフトラックの一種である。ソリを前輪に履き替えれば雪以外の地面も走行でき、現行のスノーモービルにそうした製品は存在しないが、逆にオートバイの車輪を履き替えてスノーモービル形態（スノーバイク）とするカスタムパーツや、より大型のハーフトラックでは前輪をソリに替える雪上形態をとれるものもあった（ホンダ TN360スノーラ等）。
他の方式として一部には、アエロサンのようなプロペラで推進するもの、小型のホバークラフト
等もある。

## 歴史
1896年、アメリカ合衆国で出願されたプロペラ推進させるソリの特許が最初のスノーモービルのアイデアだとされる。プロペラ推進式は発進時や斜面でのトルクに欠けるが、メカニズムが単純で信頼性に優れることから初期には各所で開発事例がある。
20世紀初頭、ロシア帝国で独自に『アエロサン』が開発され、犬ぞりに代わる冬季間の移動手段として用いられた。現在のロシア共和国でも運用されており、中にはエアボートとして夏季も使用できる水陸両用型もある。
現代のスノーモービルの基本構造を備えたものは1922年にカナダのジョセフ・アルマン・ボンバルディアが発明した。1936年に製品化され、翌1937年から「B7」と名付けられたスノーモービルの販売を開始している。このため、ボンバルディア社が本拠を置くカナダ・ケベック州は「スノーモービル発祥の地」と呼ばれることがある。

## 軍用スノーモービル
スノーモービルが機動性を発揮する広大な寒冷地を領土に持つロシア帝国およびソビエト連邦ではアエロサンが軍事利用に取り入れられた。第一次世界大戦および第二次世界大戦では機銃や軽装甲まで装備した武装型も開発、運用されていた。
なお、ソ連軍と対峙していた東部戦線のドイツ陸軍でも類似の雪上車両「タトラV855」が試作されたが、制式採用されなかった。
世界有数の豪雪地を擁する日本でも、現在の陸上自衛隊でスノーモービルが軽雪上車として配備されている。
- ソビエト陸軍 軍用アエロサン（武装スノーモービル）
  - ANT-IV（英語版）
  - NKL-16
  - NKL-26（英語版）
  - RF-8
  - ASD-400 (USSR ASD-400 Heavy assault Aerosan)
- ドイツ陸軍 軍用アエロサン（武装スノーモービル）
  - タトラV855（チェコ語版）

## 製造メーカー
- ポラリス・インダストリーズ - ロビンマニュファクチャリングUSA[6]製エンジン搭載車を製造するアメリカのメーカー。かつては富士重工業製エンジンをメインに採用していた。
- BRP Ski-Doo（スキードゥ） - オーストリアのロータックス製エンジン搭載車を製造するカナダのメーカー
- アークティックキャット - スズキ製のエンジン搭載車を製造するアメリカのメーカー
- AD Boivin（ADボワヴァン）(リンク切れ)
- クォンティア - オートバイも製造するスイスのメーカー

### 過去に生産していたメーカー
- ヤマハ発動機（ヤマハ） - 2023年度の販売を以て、製造販売を終了。(事業撤退)
- スズキ
- 川崎重工業
- 本田技研工業
- ハーレーダビッドソン
- ジョンディア - 農業機械メーカー
- マーキュリー・マリーン - 船外機メーカー

## 法規における扱い

### 日本
道路交通法施行規則によるとカタピラを有する自動車は大型特殊自動車に該当するが、スノーモービルは内閣府告示により普通自動車として扱われる。したがって、道路交通法の適用される道路の上を走行する場合は普通自動車免許もしくは、準中型自動車免許、中型自動車免許、大型自動車免許で運転でき、ヘルメットの着用は義務づけられない。
道路交通法の適用される道路以外でスノーモービルを運転する場合は法律上の免許は不要であるが、事故の防止や自然環境を保護を主眼とした講習が行われている。国有林や国立公園など、乗り入れを規制された場所に立ち入ると懲役、禁錮や罰金などの処罰を受ける場合がある。
現在は型式認定を受けた製品は製造あるいは輸入されていないが、2011年の豪雪を機に、大規模な降雪で通行止めになった公道に限り、所管の警察署に道路使用許可の届出を行なえば通行を認める例外規定が設けられている。

### 海外
需要が多い北欧ではスノーモービル用の免許が存在し、普通自動車よりも取得しやすくなっている（ヨーロッパの運転免許）。

## レース

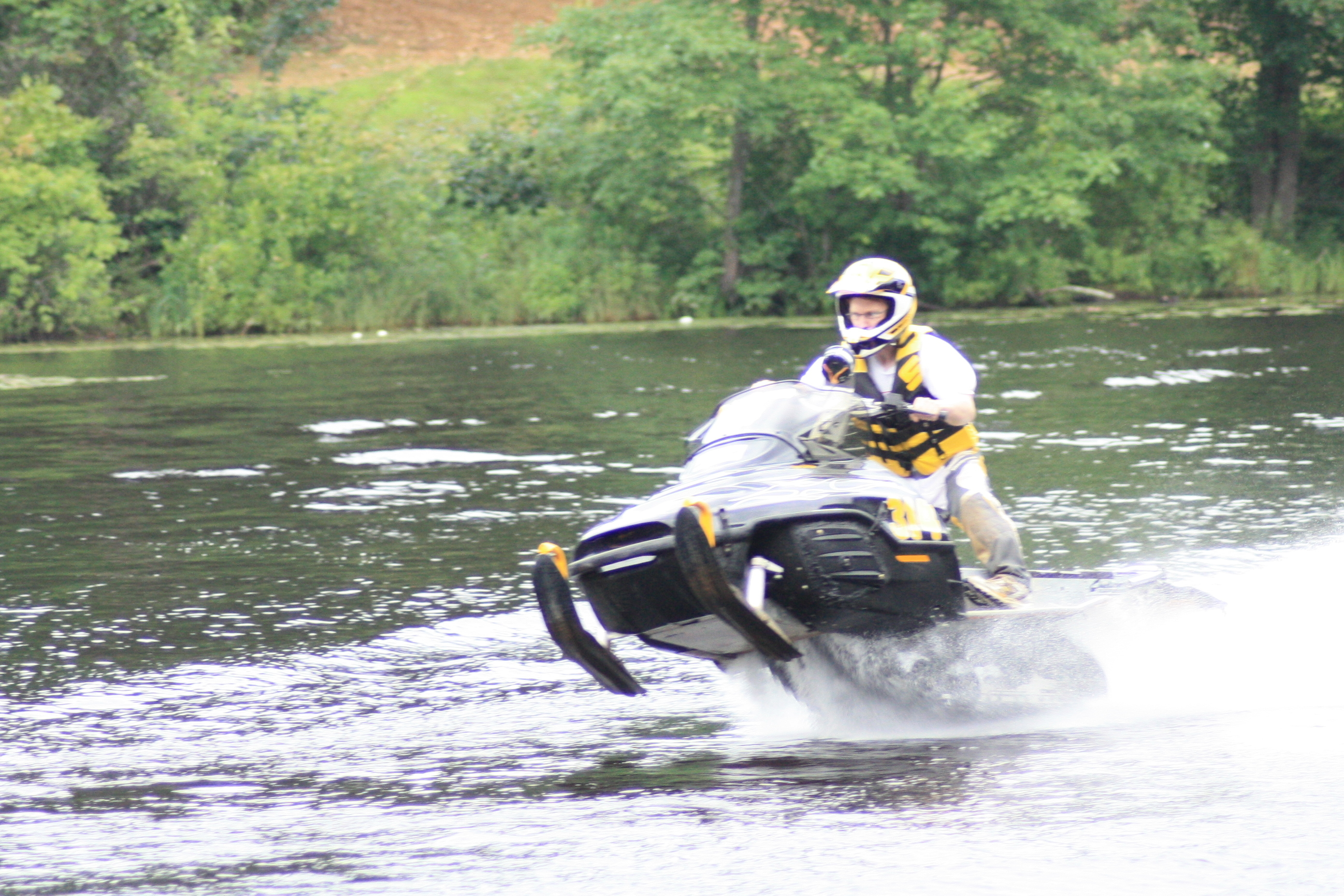
スノーモービルによる水上走行。地域（メイン州、ネブラスカ州など）によっては死亡者が出ていることから禁止されているが、一部の国ではライフジャケット着用の上でスポーツとして行われる。

日本では、全日本スノーモビル選手権などが開催される。